# Новий Жендкув
Новий Жендкув (пол. Nowy Rzędków) — село в Польщі, у гміні Новий Кавенчин Скерневицького повіту Лодзинського воєводства.
Населення — 93 особи (2011).
У 1975-1998 роках село належало до Скерневицького воєводства.

## Демографія
Демографічна структура станом на 31 березня 2011 року:
|          | Загалом | Допрацездатний вік | Працездатний вік | Постпрацездатний вік |
| -------- | ------- | ------------------ | ---------------- | -------------------- |
| Чоловіки | 47      | 4                  | 38               | 5                    |
| Жінки    | 46      | 10                 | 25               | 11                   |
| Разом    | 93      | 14                 | 63               | 16                   |